# رایس مک‌کلنگن
رایس مک‌کلنگن (انگلیسی: Rhys McClenaghan؛ زادهٔ ۲۱ ژوئیهٔ ۱۹۹۹) ژیمناست هنری اهل جمهوری ایرلند است.